# Eleição municipal de Jandira em 2000
A eleição municipal de Jandira em 2000 foi o 8.º pleito eleitoral realizado na história do município. Ocorreu oficialmente em 1 de outubro e foi disputada em turno único, dado que Jandira por não ter 200 000 eleitores registrados e aptos ao voto, não atende ao critério eleitoral definido pelo inciso II do artigo n.º 29 da Constituição Federal para a realização de um 2.º turno caso nenhum dos candidatos a prefeito alcance maioria absoluta dos votos. Neste caso, o(a) vencedor(a) é escolhido por maioria simples.
Segundo dados do Tribunal Superior Eleitoral, 58 216 eleitores compunham o eleitorado jandirense apto a eleger 1 prefeito, 1 vice–prefeito e 17 vereadores para a Câmara Municipal em 2000.

## Candidaturas oficiais
Foi a partir desta eleição que passou a vigorar no âmbito municipal a Lei n.º 9100/1995, responsável por regulamentar as atividades desempenhadas pelos partidos políticos, estabecendo dentre outras regras a possibilidade de formação de coligações partidárias tanto para as eleições majoritárias que escolhem os prefeitos quanto para as eleições proporcionais de lista aberta que escolhem os vereadores.
| Nº | Nome             | Partido | Vice                     | Coligação                                             | Situação   |
| -- | ---------------- | ------- | ------------------------ | ----------------------------------------------------- | ---------- |
| 12 | Beto Piteri      | PDT     | Valéria Carneiro (PMDB)  | União e Participação Popular PDT / PMDB               | Não eleito |
| 13 | Paulinho Bururu  | PT      | Miro Táxi (PT)           | Coragem pra mudar Jandira PT / PMN / PTdoB            | Eleito     |
| 25 | Alcides Siqueira | PFL     | Raul Guiraldelo (PSB)    | Por Amor à Jandira PFL / PSB                          | Não eleito |
| 43 | Geraldo Duarte   | PV      | Margarida Gasparini (PV) | partido isolado                                       | Não eleito |
| 45 | Braz Paschoalin  | PSDB    | Roberto Rodrigues (PPS)  | Mudando com o Trabalho PSDB / PPS / PTB / PST / PRONA | Não eleito |

## Resultados eleitorais

### Poder Executivo
| Candidatos a prefeito(a)   | Candidatos a prefeito(a) | Candidatos a vice-prefeito(a) | Votação | Votação     |
| Candidatos a prefeito(a)   | Candidatos a prefeito(a) | Candidatos a vice-prefeito(a) | Total   | Porcentagem |
| -------------------------- | ------------------------ | ----------------------------- | ------- | ----------- |
|                            | Paulinho Bururu (PT)     | Miro Táxi (PT)                | 24 471  | 51,62%      |
|                            | Braz Paschoalin (PSDB)   | Roberto Rodrigues (PPS)       | 17 138  | 36,15%      |
|                            | Beto Piteri (PDT)        | Valéria Carneiro (PMDB)       | 3 629   | 7,66%       |
|                            | Alcides Siqueira (PFL)   | Raul Guiraldelo (PSB)         | 1 892   | 3,99%       |
|                            | Geraldo Duarte (PV)      | Margarida Gasparini (PV)      | 277     | 0,58%       |
| Total de votos válidos     | Total de votos válidos   | Total de votos válidos        | 47 407  | 47 407      |
| Votos apurados             |                          |                               |         |             |
| Votos válidos              | Votos válidos            | Votos válidos                 | 47 407  | 92,76%      |
| Votos em branco            | Votos em branco          | Votos em branco               | 1 175   | 2,30%       |
| Votos nulos                | Votos nulos              | Votos nulos                   | 2 527   | 4,94%       |
| Total de votos apurados    | Total de votos apurados  | Total de votos apurados       | 51 109  | 51 109      |
| Participação do eleitorado |                          |                               |         |             |
| Comparecimentos            | Comparecimentos          | Comparecimentos               | 51 109  | 87,79%      |
| Abstenções                 | Abstenções               | Abstenções                    | 7 107   | 12,21%      |
| Total de eleitores aptos   | Total de eleitores aptos | Total de eleitores aptos      | 58 216  | 58 216      |
| Fonte: Fundação SEADE      |                          |                               |         |             |

### Poder Legislativo
No sistema proporcional, pelo qual são eleitos os vereadores, o voto dado a um(a) candidato(a) é primeiro considerado para a coligação da qual o partido em que ele(a) é filiado(a) faz parte. O total de votos da coligação é o que define quantas cadeiras o partido terá. Definidas as cadeiras, os candidatos(as) mais votados(as) do partido são chamados a ocupá-las.
Abaixo encontram-se os candidatos a vereador eleitos, reeleitos e os que ficaram como suplentes para a 8.ª legislatura, iniciada em 1 de janeiro de 2001 e concluída em 31 de dezembro de 2004.
| N.º   | Candidato(a)      | Coligação   | Votos obtidos | Porcentagem | Situação    |
| ----- | ----------------- | ----------- | ------------- | ----------- | ----------- |
| 45123 | Cebolinha         | PSDB        | 1 276         | 2,63%       | Reeleito(a) |
| 13500 | Julinho do PT     | PT          | 1 190         | 2,45%       | Reeleito(a) |
| 13613 | Geraldinho do PT  | PT          | 1 040         | 2,12%       | Reeleito(a) |
| 45555 | Sampaio Terra     | PSDB        | 981           | 2,02%       | Eleito(a)   |
| 13604 | Maria             | PT          | 970           | 2,00%       | Reeleito(a) |
| 45633 | Henrique          | PSDB        | 850           | 1,75%       | Reeleito(a) |
| 14789 | Professor Soldé   | PTB         | 788           | 1,62%       | Reeleito(a) |
| 23633 | Onício            | PPS / PST   | 725           | 1,49%       | Reeleito(a) |
| 11333 | Márcio Soares     | PPB / PL    | 685           | 1,41%       | Eleito(a)   |
| 33333 | Wilson do Fátima  | PMN / PTdoB | 615           | 1,27%       | Eleito(a)   |
| 40111 | Mi                | PSB / PFL   | 585           | 1,20%       | Reeleito(a) |
| 40123 | Wesley            | PSB / PFL   | 577           | 1,19%       | Eleito(a)   |
| 22602 | Piti Piteri       | PPB / PL    | 569           | 1,17%       | Reeleito(a) |
| 11623 | Wanderley Aquino  | PPB / PL    | 568           | 1,17%       | Suplente    |
| 12650 | Neide do Táxi     | PDT / PMDB  | 560           | 1,15%       | Eleito(a)   |
| 12345 | Professor Pedro   | PDT / PMDB  | 525           | 1,08%       | Eleito(a)   |
| 33300 | Mineiro do Tereza | PMN / PTdoB | 492           | 1,01%       | Suplente    |
| 45645 | Doutor Sato       | PSDB        | 459           | 0,95%       | Suplente    |
| 56612 | Gilberto da Viela | PRONA       | 454           | 0,93%       | Eleito(a)   |
| 23628 | Aluízio           | PPS / PST   | 451           | 0,93%       | Eleito(a)   |